# René Le Bègue
René Le Bègue, francoski dirkač, * 15. januar 1914, Pariz, Francija, † 24. februar 1946, Francija.
René Le Bègue se je rodil 15. januarja 1914 v Parizu. Dirkati je začel v sezoni 1936, ko je z dirkalnikom Delahaye 135CS dosegel četrto mesto na dirki Grand Prix du Comminges, peto mesto na dirki za Veliko nagrado Marseilla in drugo mesto na vzdržljivostni dirki 24 ur Spaja. V sezonah 1937 in 1938 je dosegel nekaj uspehov na manjših dirkah, v 1939 pa je dirkal v tovarniškem moštvu Talbot-Lago, kot največji uspeh kariere je dosegel tretje mesto na prvenstveni dirki za Veliko nagrado Francije, uspeh pa je ponovil še na dirki za Veliko nagrado Pariza. Po koncu druge svetovne vojne, v kateri je služil v francoski vojski, je bil izglasovan za podpredsednika združenja francoskih dirkačev (AGACI), toda 24. februarja 1946 je v starosti dvaintridesetih let umrl v nenavadni nesreči, zadušil se je s strupenimi plini okvarjenega bojlerja v kopalnici. 9. junija 1946 je v njegovo čast potekala dirka najvišjega tipa Grandes Épreuves René le Bègue Cup, na kateri je zmagal Raymond Sommer.